# سميلاكس مزخرف

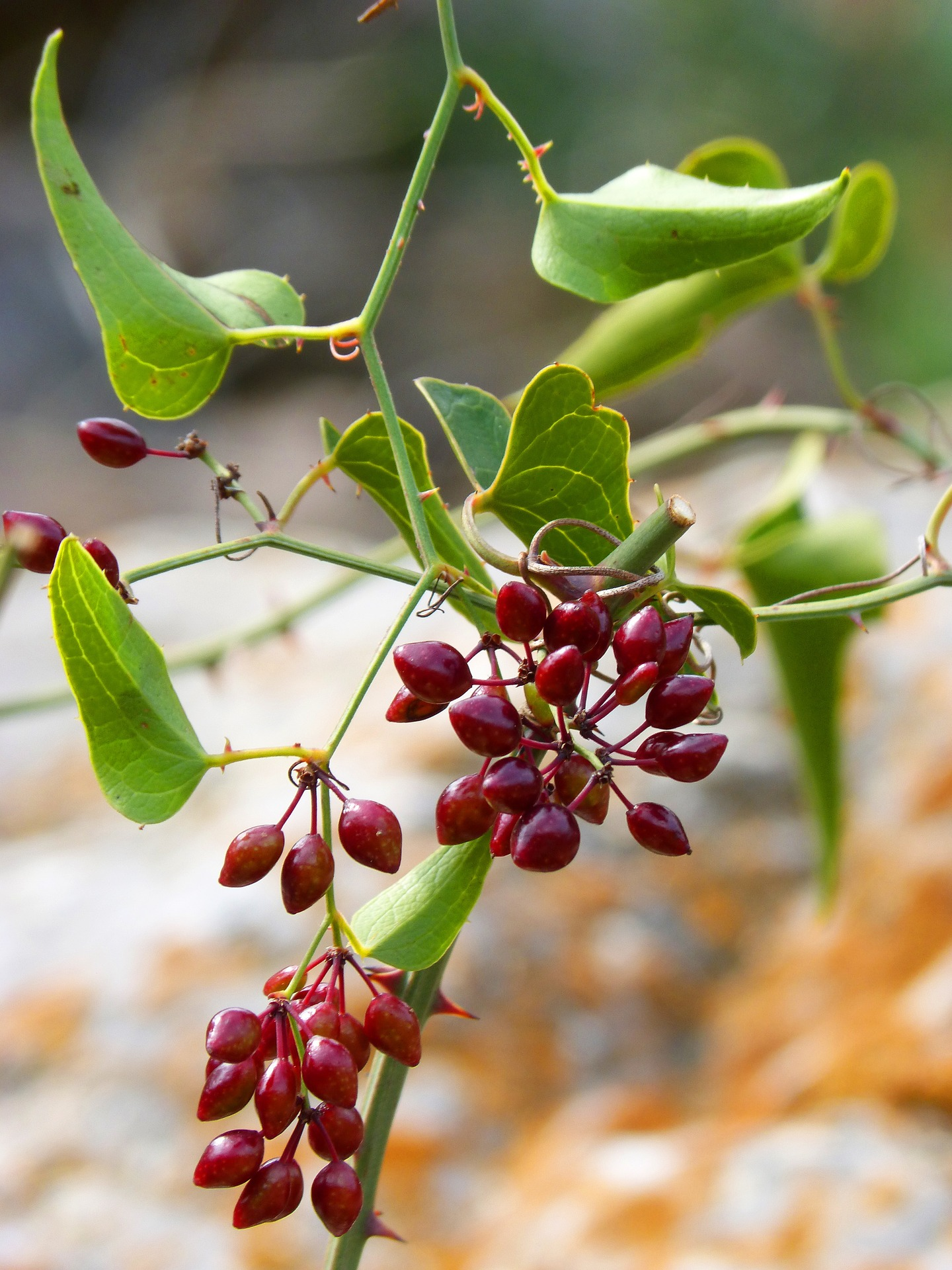
التوت والسيقان وأوراق نبات سميلاكس أورناتا

سميلكس أورناتا، (Smilax ornata)، سميلكس أورناتا هو نبات ذو أهمية ثقافية واقتصادية كبيرة. يجمع بين الاستخدامات الطبية التقليدية والتطبيقات الصناعية، مما يجعله موردًا طبيعيًا ثمينًا. مع التوسع في الأبحاث والاستخدامات المستدامة، يمكن أن يستمر هذا النبات في تقديم فوائد صحية وبيئية للأجيال القادمة.

## الوصف
المعروف أيضًا باسم "سارساباريلا الجامايكية" أو "سارساباريلا الهندية"، هو نبات متسلق دائم الخضرة ينتمي إلى عائلة السميلاسيات (Smilacaceae). يُزرع هذا النبات في المناطق الاستوائية وشبه الاستوائية، ويشتهر بجذوره التي تُستخدم في الطب التقليدي وصناعة المشروبات الغازية والمنكهات. يُعتبر هذا النبات جزءًا من التراث الطبي التقليدي لعدد من الثقافات في أمريكا اللاتينية ومنطقة البحر الكاريبي.

## الوصف النباتي
سميلكس أورناتا هو نبات متسلق ذو سيقان رفيعة مزودة بأشواك صغيرة تُساعده على التشبث بالنباتات المجاورة. أوراقه بيضاوية الشكل أو مستطيلة، لامعة، ذات حواف ناعمة، ومُرتبة بالتبادل على طول الساق. الجذور أسطوانية ومُتعرجة، ذات قشرة خارجية بنية ورائحة مميزة.
النبات ثنائي الجنس، حيث يحمل أزهارًا صغيرة خضراء أو صفراء مرتبة في عناقيد. الأزهار ثنائية الجنس أو أحادية الجنس، تُلقح عادة بواسطة الرياح أو الحشرات. الثمار كروية صغيرة، تحتوي على بذور سوداء، وتنضج إلى اللون الأحمر أو الأرجواني الداكن.

## التوزيع والموطن
يُزرع سميلكس أورناتا في المناطق الاستوائية وشبه الاستوائية، خاصة في أمريكا الوسطى والجنوبية، وجزر الكاريبي، والهند. يُفضل هذا النبات التربة الغنية بالرطوبة والمناطق ذات المناخ الحار والرطب. ينمو غالبًا في الغابات الاستوائية وعلى ضفاف الأنهار حيث يتمتع بظل وفير.

## الاستخدامات التقليدية والطبية
تُعتبر جذور سميلكس أورناتا ذات قيمة عالية في الطب التقليدي وصناعة المشروبات.

## الاستخدامات الطبية
- تنقية الدم: يُعتقد أن مستخلصات الجذور تساعد في تنقية الدم وطرد السموم.
- علاج الأمراض الجلدية: تُستخدم لعلاج الأكزيما، الصدفية، والقروح الجلدية.
- تحسين الهضم: يُقال إن الشاي المصنوع من الجذور يساعد في تحسين عملية الهضم.
- خصائص مضادة للالتهابات: تُستخدم لعلاج التهاب المفاصل وآلام المفاصل.
- علاج الأمراض التناسلية: استخدمت الشعوب الأصلية الجذور كعلاج لبعض الأمراض المنقولة جنسيًا.

## صناعة المشروبات
تُستخدم الجذور كنكهة رئيسية في صناعة المشروبات الغازية، مثل "السارساباريلا"، وهي مشروب شبيه بالجعة غير الكحولية.
تُضاف الجذور إلى المشروبات الساخنة لتعزيز النكهة والقيمة الصحية.

## القيمة الاقتصادية
نظرًا لخصائصه الطبية، يُعد سميلكس أورناتا مصدرًا هامًا للمواد الخام في صناعة الأدوية التقليدية والمستحضرات العشبية. كما يُستخدم على نطاق واسع في تصنيع المشروبات والمكملات الغذائية.

## الأبحاث العلمية
أكدت العديد من الدراسات الحديثة خصائص سميلكس أورناتا المضادة للأكسدة والمضادة للالتهابات. كما أشارت الأبحاث إلى احتواء الجذور على مركبات نشطة بيولوجيًا، مثل الصابونينات والفلافونويدات، التي تُسهم في تأثيراته العلاجية.</ref>

## الزراعة والرعاية
- التربة: يُفضل التربة الخصبة جيدة التصريف.
- الضوء: ينمو بشكل أفضل في الظل الجزئي.
- الرطوبة: يتطلب سقيًا منتظمًا، خاصة خلال فترات الجفاف.
- التكاثر: يتم التكاثر عادة عن طريق العقل أو زراعة البذور.

## التهديدات والحفاظ
على الرغم من الاستخدام الواسع لهذا النبات، إلا أنه يواجه تهديدات بسبب الإفراط في الحصاد وفقدان الموائل. تُبذل الجهود الآن للحفاظ عليه من خلال الزراعة المستدامة وزيادة الوعي بأهميته البيئية.